# 浦东县
浦东县，是上海市已撤销的一个县。面积158平方公里。人口约50万。县人民委员会驻浦东南路，即现在的东昌中学。首任县长王成文（1958.8～1959.12）。

## 设立
1958年10月20日，经国务院全体会议第81次会议通过根据上海市人民委员会1958年8月1日报告决定建立浦东县，撤销东郊、东昌两个区，以原两区的行政区域为浦东县的行政区域。，以地片名浦东为名。县境东邻川沙县，南接上海县，西濒黄浦江，北临长江口。

## 行政区划
浦东县成立时下设3个街道办事处及15个乡：高庙街道、塘桥街道、周家渡街道、耀华乡、艾镇乡、六里乡、严桥乡、孔桥乡、泾南乡、二塘乡、海滨乡、凌桥乡、金桥乡、陆行乡、张桥乡、东沟乡、高东乡、高南乡。
后改为6个街道办事处、高桥、洋泾、杨思3个县属镇和11个人民公社。

## 撤销
1961年1月25日，经国务院全体会议第108次会议通过撤销浦东县，将原浦东县的农村地区划归川沙县，邻近市区的城镇分别划归黄浦、南市、杨浦等三区。。原属该县的东昌路街道、崂山西路街道、张家浜街道划归黄浦区。原属该县的周家渡街道、塘桥街道划归南市区。该县浦东大道以北，洋泾街道大部分及其昌栈以东地区划归杨浦区。原属该县的洋泾、杨思、高桥地区的金桥、张桥、东沟、高南、高东、高桥、凌桥、严桥、杨思、洋泾等10个人民公社划归川沙县。原属该县的上海炼油厂、上海石油采购供应站、上炼新村等单位和地区划入吴淞区。